# IJK Software
IJK Software war ein britischer Entwickler und Publisher für Computerspiele mit Sitz in Blackpool, England, das 1982 von John S. Sinclair, seinem Onkel Ian und seinem Vater Keith gegründet wurde; der Firmenname setzt sich aus den Initialen der Vornamen zusammen; das Logo verwendet diese Initialen, die von den drei S des Nachnamens (d. h. Sinclair) überragt werden.
Die Räumlichkeiten des Unternehmens befanden sich zuerst in 9 King Street, bevor die Firma nach dem großen Verkaufserfolg von Xenon 1, das etwa 120.000 Mal verkauft wurde, in die größere Einheit 3C in Moorfields, Moor Park Avenue, Bispham, Blackpool, Lancs2 umzog.
Das Unternehmen veröffentlichte zunächst Spielsoftware für den BBC Micro, spezialisierte sich dann auf die Oric-Plattform, bevor es sich dem Commodore 64 und schließlich dem Amstrad CPC und ZX Spectrum öffnete. IJK Software veröffentlichte Computerspiele in den Jahren 1982 bis 1987.
Neben der Entwicklung eigener Spiele war ein weiteres Standbein auch die Herstellung und der Vertrieb von Titeln; dies geschah gemeinsam mit der Schwesterfirma Duplidata. Zu den Auftraggebern gehörten Ocean Software, Electronic Arts sowie Firebird Software.
Es gibt keine Verbindung zwischen den Sinclairs von IJK Software und Sir Clive Sinclair (von Sinclair Research).

## Veröffentlichte Spiele

### 1982
- 3D-Maze für BBC Micro und Oric

### 1983
- Atlantis für BBC Micro
- 3D-Maze & Breakout für Oric 1, ein 3D-Labyrinth-Spiel und einen Brick-Breaker (auf derselben Kassette)
- Candy Floss & Hangman für Oric 1 und BBC Micro, ein Brettspiel und ein Spiel des Henkers (auf derselben Kassette)
- Caterpillar für BBC Micro
- Fantasy Quest, ein Abenteuerspiel für Oric 1
- Hyperdrive für BBC Micro
- Invaders, ein Space-Invaders-Klon für Oric und BBC Micro
- Probe 3, ein Weltraum-Schießspiel für Oric
- Reverse, ein Othello-Spiel für Oric 1
- Xenon 1 für Oric

### 1984
- 3D Noughts & Crosses und Backgammon, ein 3D-Tic-Tac-Toe-Spiel und ein Backgammon-Spiel (auf der gleichen Kassette)
- Attack of the Cybermen für Oric, ein Robotron-ähnliches Spiel
- Chess für Oric, ein Schachspiel
- Cribbage für Oric, ein Kartenspiel
- Dambuster, ein Flugsimulator
- Don´t press the letter Q, ein Action-Spiel
- Droughts, ein englisches Damespiel für Oric
- Frigate Commander, ein Seekampf-Simulationsspiel für Oric
- Ghost Gobbler, ein Pac-Man-Klon für Oric
- Green X Toad (Grünkreuzkröte), ein Frogger-Klon für Oric
- Jouste, ein Tjost-Klon für Commodore 64
- Krazy Kar, ein Autorennspiel für den Commodore 64
- Superfruit, ein Spielautomatenspiel für Oric
- Trickshot, ein Billardspiel für Oric.
- Zebbie, ein Plattformspiel für Oric
- Zorgons Revenge für Oric

### 1985
- Damsel in Distress für Oric
- Playground 21, ein Plattformspiel für Oric
- Rocket Ball für Commodore 64
- Xenon III für Oric

### 1986
- AMSoccer, eine Fußballsimulation für Amstrad CPC von ComputerSmith aus dem Jahr 1984, die für eine Reihe von Spielen namens Strobe aktualisiert wurde, ein Blitzlichtgewitter.
- Crimebusters!, ein Exemplar von Spellbound für Sinclair ZX Spectrum...
- H.A.R.D., ein von Android One inspiriertes Schießspiel für ZX Spectrum (de)
- Rocket Ball für Amstrad CPC
- Wizards Spell für ZX Spectrum

### 1987
- Who said that?, ein Actionspiel für ZX Spectrum
- Collin the Cleaner, ein Puzzlespiel für ZX Spectrum